# Lepadella rhomboidula
Lepadella rhomboidula is een raderdiertjessoort uit de familie Lepadellidae. De wetenschappelijke naam van deze soort is voor het eerst geldig gepubliceerd in 1890 door Bryce.